# Mieczysław Radwan
Mieczysław Radwan (ur. 5 kwietnia 1889 w Żarnowie, zm. 30 stycznia 1968 w Krakowie) – polski metalurg i historyk, krajoznawca, działacz krajoznawczy, historyk techniki, pionier badań nad starożytnym hutnictwem świętokrzyskim, po II wojnie światowej nauczyciel akademicki, najpierw na Politechnice Śląskiej w Gliwicach, a od roku 1954 w krakowskiej Akademii Górniczo-Hutniczej, założyciel Muzeum AGH.

## Życiorys
Kształcił się w Radomiu, a następnie w Kijowie, gdzie ukończył studia na tamtejszej Politechnice.
W dwudziestoleciu międzywojennym mieszkał w Ostrowcu Świętokrzyskim, gdzie jego ojciec Bronisław Radwan, był dyrektorem cukrowni „Częstocice”. W Ostrowcu objął stanowisko dyrektora biura technicznego Zakładów Ostrowieckich i stworzył ośrodek konstrukcyjno-projektowy. Zaprojektował samowyładowcze wagony (zwane radwanami), które można podziwiać w skansenie taboru i urządzeń kolejowych w Chabówce. Był inicjatorem powstania pierwszego w Ostrowcu muzeum. Propagował również udostępnienie zwiedzającym neolitycznej kopalni krzemienia pasiastego w Krzemionkach.
Był działaczem Polskiego Towarzystwa Krajoznawczego regionu świętokrzyskiego inicjując liczne akcje ochrony przyrody, popularyzując bogatą historię hutnictwa i przemysłu tych ziem, organizując wystawy, odczyty i publikując liczne artykuły w miejscowej prasie. Nawoływał do ochrony ginących zabytków techniki. W okresie międzywojennym założył wiele placówek Muzeum Regionalnego na Kielecczyźnie. W roku 1934 stworzył pierwsze na Ziemi Świętokrzyskiej Muzeum Techniki w dawnej walcowni w Sielpi Wielkiej. Początkowo był kuratorem zabytków hutnictwa, przewodniczył Komisji Historii i Zabytków przy Zarządzie Głównym SIiTH, potem został przewodniczącym Zespołu Historii Polskiej Techniki Hutniczej przy Komitecie Historii Nauki PAN, a także zasiadał w prezydium Rady Naukowej Muzeum Techniki NOT w Warszawie.
Pracował jako zastępca dyrektora ds. technicznych w „Hucie Pokój”, w  Politechnice Śląskiej w Gliwicach, a od 1954 roku – Akademii Górniczo-Hutniczej, gdzie został kierownikiem Katedry Maszyn Hutniczych na Wydziale Mechanizacji Górnictwa i Hutnictwa. Tego samego roku rozpoczął badania nad starożytnym hutnictwem świętokrzyskim, jako rozwinięcie i kontynuację swoich prac z okresu lat. 30. XX w., opublikowanych w „Ziemi” (1936) i „Hutniku”(1936,1937). Badania te kontynuował od 1957 roku jako kierownik zorganizowanej przez siebie Katedry Historii Techniki i Nauk Technicznych AGH. Stały się one jego największą pasją i osiągnięciem życiowym. Badał historię hutnictwa z okresu wpływów rzymskich oraz historię Staropolskiego Okręgu Przemysłowego w XIX w. Szczególne zainteresowanie budził w nim dawny żużel żelazny zalegający masowo tereny między Łysogórami a rzeką Kamienną w Górach Świętokrzyskich. Zainicjowane przez niego badania tego zjawiska doprowadziły do wielkiego sukcesu naukowego i odkrycia rangi światowej. Przy ścisłej współpracy z Kazimierzem Bieleninem z krakowskiego Muzeum Archeologicznego i przy współudziale licznych specjalistów z różnych dziedzin nauki, opisano starożytny ośrodek hutniczy, którego centrum zajmuje powierzchnię ok. 800 km².

## Osiągnięcia zawodowe
Mieczysławowi Radwanowi nauka zawdzięcza powstanie zupełnie nowego, nieznanego wcześniej problemu badawczego o nazwie „starożytne hutnictwo świętokrzyskie”, który zgłębiany jest nadal przez specjalistów z wielu dziedzin nauki. W pracy: „Pierwotne hutnictwo żelazne na północnem zboczu Łysogór” opublikowanej w czasopiśmie krajoznawczym „Ziemia” 2/3 1936, Mieczysław Radwan jako pierwszy stworzył typologię żużli. Podzielił je na: pierwotne – występujące na zboczach i szczytach gór; dymarskie –znajdowane nad strumieniami i będące pozostałością po średniowiecznych zakładach metalurgicznych; oraz nowożytne – pozostałości hutnictwa wielkopiecowego. Podał też wyniki pierwszych analiz chemicznych żużli. Jako pierwszy wysnuł on także przypuszczenie, że surowcem używanym do wytopu żelaza był hematyt z Rudek pod Górą Chełmową. Określił obszar występowania pierwotnego żużla dymarskiego: ...obszar występowania tych żużli daje się zamknąć w granicach od północy przez pola wsi Bronkowice, Pawłów, Chocimów, podchodzi pod Ostrowiec....obejmuje pola wsi Truskolasy, dosięga linii Łysogór a więc przez pola wsi Witosławic, Skoszyna, Jeleniowa, wdziera się na Łysicę i obejmuje pola wsi Huty Szklanej, występuje obficie dookoła Chełmowej Góry, Chybic, poprzez Mirocice, Dembno, spotyka się na polach Wilkowa a stąd na północ poprzez Psary i Sieradowice zamyka granicę. ...linia najstarszych żużli dymarskich.
Autor licznych prac naukowych, m.in. dzieła pt. Rudy, kuźnice i huty żelaza w Polsce. Z zaangażowaniem działał dla dobra Kielecczyzny, inicjując i organizując prelekcje, artykuły prasowe, wystawy, wycieczki. Przez wiele dziesiątków lat propagował bogatą historię hutnictwa i przemysłu świętokrzyskiego oraz unikalne walory krajoznawczo-przyrodnicze tego regionu. Przez wiele lat był prezesem założonego w 1921 r. Oddziału Polskiego Towarzystwa Krajoznawczego (PTK) w Ostrowcu Świętokrzyskim i Zarządu Okręgu PTK w Kielcach, w latach 1935–1939 był członkiem władz naczelnych PTK. Po wojnie był inicjatorem reaktywowania 23 kwietnia 1948 roku Zarządu Okręgu PTK w Kielcach, a po połączeniu w 1950 PTK z PTT w PTTK działał w towarzystwie do śmierci. Podczas jubileuszu 50-lecia powstania PTK w 1956 roku odznaczony został Złotą Honorową Odznaką PTTK i Krzyżem Kawalerskim Orderu Odrodzenia Polski.

## Ordery i odznaczenia
- Krzyż Kawalerski Orderu Odrodzenia Polski (1956)
- Srebrny Krzyż Zasługi (dwukrotnie: po raz drugi 11 listopada 1936[3])
- Złota Honorowa Odznaka PTTK (1956)

## Upamiętnienie
Imię Mieczysława Radwana noszą: jedna z głównych ulic Ostrowca Świętokrzyskiego, stanowiąca fragment drogi wojewódzkiej nr 754, ostrowiecki oddział PTTK oraz szlak rowerowy. W Nowej Słupi znajduje się Muzeum Starożytnego Hutnictwa Świętokrzyskiego jego imienia.